# 化政郡
化政郡，中国南北朝时设置的郡。
北魏太和十一年（487年）在统万城置化政郡，属夏州。治所在岩绿县（今陕西靖边县东北60公里白城子），领岩绿、革融两县。辖境相当今陕西靖边县东部，榆林市、佳县、横山县等县和内蒙古乌审旗南部地区。西魏大统十二年（546年）改名弘化郡。